# Neohahnia ernsti
Neohahnia ernsti är en spindelart som först beskrevs av Simon 1897.  Neohahnia ernsti ingår i släktet Neohahnia och familjen panflöjtsspindlar. Inga underarter finns listade i Catalogue of Life.